# Most Kolejowy w Szczecinie
Most Kolejowy (do 1945 niem. Eisenbahnbrücke) – most nad Odrą Zachodnią w Szczecinie, łączący szczeciński dworzec główny z Kepą Parnicką.

## Historia

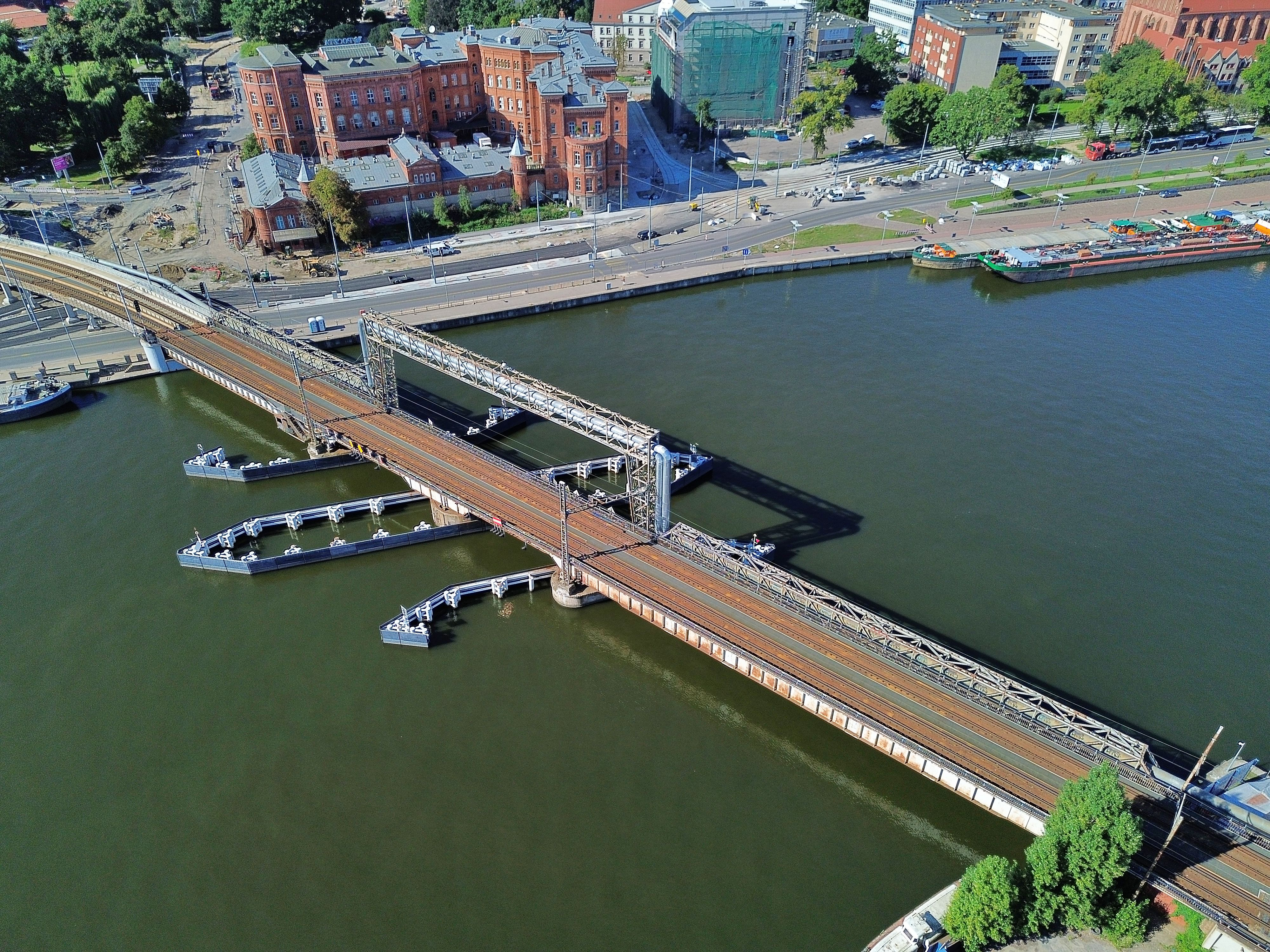
Most Kolejowy

Most został zbudowany w 1868 roku, w ramach przebudowy dworca szczecińskiego z czołowego na przelotowy. W 1900 r. został wyremontowany na nowoczesny stalowy most obrotowy. W czasie II wojny światowej zniszczony. Odbudowany na początku lat 60. XX wieku.